# ایسینکو
ایسینکو (انگلیسی: Isinko) یک شهرک در ماداگاسکار است.